# Ambroisie trifide
Pour les articles homonymes, voir Ambrosia.
Ambrosia trifida
Espèce
L'ambroisie trifide ou  grande herbe à poux (Ambrosia trifida) est une espèce de plante à fleurs de la famille des Astéracées.
La plante se trouve principalement dans les pays scandinaves, en Russie et au Canada, le long des fleuves et rivières et spécialement en terrain accidenté, pendant une période comprise entre le début de l'été jusqu'aux premières gelées.
C'est une plante annuelle. Son feuillage est découpé et les fleurs mâles produisent d’énormes quantités de pollen très léger que le vent peut transporter.
Chaque plant d'herbe à poux peut produire trois mille graines qui pourront à leur tour produire six cents nouveaux plants l'année suivante. Les capacités d'adaptation de cette plante lui permettent d'envahir les sols les plus pauvres.
Dans son ouvrage La flore laurentienne, Marie-Victorin indique que cette plante est « cultivée par quelques tribus indiennes [sic] comme nourriture ou comme plante tinctoriale ». Il affirme aussi que « l'espèce était cultivée par les précolombiens, et les graines trouvées dans les sites préhistoriques sont quatre ou cinq fois plus grosses que celles de la plante sauvage d'aujourd'hui, ce qui semble indiquer culture par sélection ».
Son nom peut se confondre dans les esprits avec le Sumac grimpant communément appelé Herbe à puce qui est totalement différente.

## Allergies

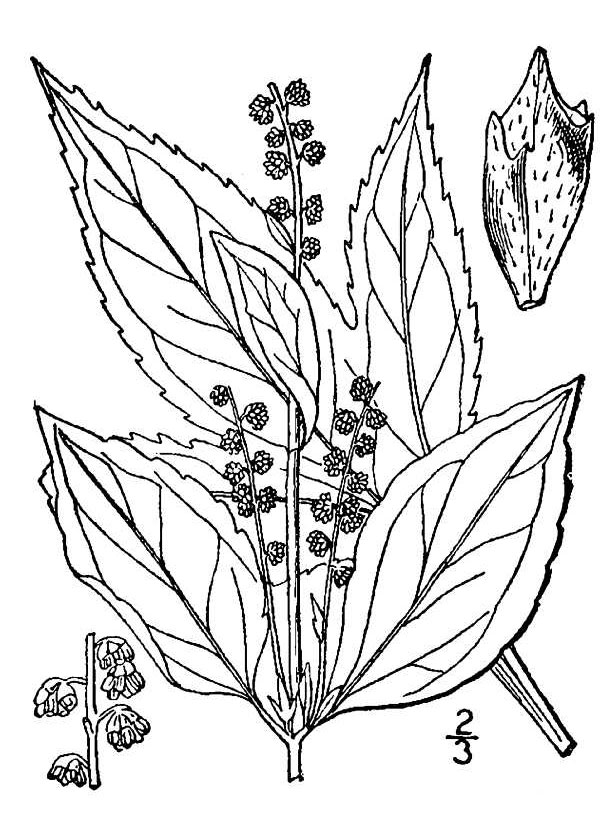
Dessin dAmbrosia trifida.

Ambrosia trifida, comme Ambrosia artemisiifolia, est allergisante. L'agent allergène de l'herbe à poux, son pollen, provoque de la fin juillet à la fin septembre, la rhinite allergique (une allergie respiratoire) chez près d'une personne sur dix dans les régions les plus infestées. L'exposition au pollen est un facteur déclencheur de l'asthme.
Le pollen peut aussi produire des démangeaisons avec apparition de plaques rouges pigmentées de points blancs. Le remède consiste à prendre rapidement un médicament antihistaminique, et à appliquer une lotion destinée à calmer les démangeaisons. Cette application est à renouveler jusqu’à la disparition des plaques.

## Législation en France
La loi du 26 janvier 2016 de modernisation du système de santé français introduit un chapitre relatif à la lutte contre les espèces végétales et animales nuisibles à la santé humaine dans le code de la santé publique (CSP). En 2017 a été intégré un nouveau dispositif réglementaire national spécifique à la lutte contre les ambroisies : un décret d'application de cette loi définit les mesures susceptibles d'être prises pour prévenir leur apparition ou lutter contre leur prolifération et un arrêté interdit leur introduction de façon intentionnelle sur le territoire, leur transport et leur utilisation. Trois espèces d'ambroisies sont concernées : l'Ambroisie trifide, l'Ambroisie à feuilles d'armoise (Ambrosia artemisiifolia) et l'Ambroisie à épis lisses (Ambrosia psilostachya).
La lutte contre l’ambroisie est également inscrite dans le 3e Plan national santé-environnement.
Le 21 juillet 2011, la France a mis en place un observatoire interministériel sous l’égide des ministères de l’Agriculture, de l’Écologie et de la Santé, hébergé jusqu'en 2016 par l’Institut national de la recherche agronomique (INRA) de Dijon pour coordonner la lutte contre cette plante. Depuis le début de l'année 2017, cet Observatoire des ambroisies est piloté par FREDON France.
A l'occasion des 10 ans de l'Observatoire, le site ambroisie-risque.info est lancé : il rassemble les informations sur la lutte contre les ambroisies, la cartographie de répartition, les risques pour la santé etc. Il remplace l'ancienne page ambroisie.info jusque-là tenue par le Ministère chargé de la santé,.
Dans chaque département, le préfet détermine par arrêté préfectoral les mesures à mettre en œuvre sur ce territoire et leurs modalités d’application. Les propriétaires, locataires, exploitants, gestionnaires de terrains bâtis et non bâtis, ayants droit ou occupants à quelque titre que ce soit doivent mettre en œuvre ces mesures. Les personnes qui ne respectent pas l’arrêté sont susceptibles d’être sanctionnées par des amendes de première classe.
La plateforme Signalement ambroisie permet de signaler la présence de ces espèces par différents moyens.

## Désherbage
Le pollen d’Ambrosia trifida étant allergisant, il est préférable de l’arracher des terres proches des habitations avant la floraison (mois d’août). L'herbe à poux est facile à arracher. Une autre méthode d’éradication éprouvée est l’ensemencement préalable des sites infestés avec des espèces plus compétitives telles que le sarrasin, le pâturin, le trèfle.